# Шоркістри (селище)
Шоркістри́ (рос. Шоркистры, чув. Энĕшпуç станцийĕ) — селище у складі Урмарського району Чувашії, Росія. Входить до складу Шоркістринського сільського поселення.
Населення — 391 особа (2010; 482 у 2002).
Національний склад:
- чуваші — 94 %